# Абу'л-Фаїз-хан
Абу'л-Фаїз (Абдулфеїз)-хан (1687 — 1747) — 9-й володар Бухарського ханства у 1711—1747 роках. Повне імя Абу'л-Фаїз Мухаммад-хан.

## Життєпис
Походив з династії Аштарханідів. Молодший син Субханкулі-хана. Народився 1687 року в Бухарі. Про молоді роки обмаль відомостей. 1711 року внаслідок заколоту було вбито його зведеного брата Убайдулла-хана II. Абу'л-Фаїза було оголошено ханом. Невдовзі він наказав стратити свого небожа Абдаллаха-султана, щоб не було претендентів на трон.
Значний вплив мав голова варти Джавшан, що отримав титул кушбегі (одну з провідних у державі). Втім того ж року внаслідок змови Джавшан разом з братами було вбито. Владу спочатку отримав Абудлла-бій, що став кушбегі, після вбивства якого 1716 року почалася нова боротьба. На деякий час владу отримав Ібрагім-бій з Кеша, а потім худояр-бій. 1717 року було відправлено бухарське посольство на чолі із Кулібеком до російської імперії.
З 1721 року владу перебрав Мухаммад-Хакім-бій (син Худояр-бія), що став аталиком Бухари. 1722 року Ібрагім-бій, що був фактичним правителем Кеша оголосив його ханством на чолі із Раджабом (братом хівинського хана Шер Газі)
1723 року бухарський хан прийняв посольство російського імператора Петра I, що пропонував спільно захопити Хівинське ханство. Водночас внаслідок успіхів джунгарського хана Цеван Рабдана вимушен був з ним укласти політичний союз. 1724 року Абу'л-Фаїз-хан надав допомогу Тимур-Султану проти хівинського хана Шер Газі. Втім звістка про смерть російського імператора 1725 року та невдалий штурм Хіви Тимур-Султаном змусило Абу'л-Фаїз-хана відмовитися від подальших планів. До цього додалося вторгнення Ібрагім-бія, який за допомогою казахських султанів 1725 року спробував захопити Бухару. До 1730 року казахські загони плюндрували Зарафшанську долину.
Хан намагаючись зосередити повноту влади в себе, 1730 року позбавив Мухаммед-Хакіма, і аталик виїхав до Карші, де став напівнезалежним беком. Втім Абу'л-Фаїз не міг протидіяти новим нападам казахів та Ібрагім-бія з Кешу. В результаті в бухарські й оазі розпочався небувалий голод. 1732 року кокандський бек Абдурахим-бій захопив Самарканд.
За цих обставин уклав політичний союз з хівинським ханом Ільбарсом II. 1737 року за його допомогою зумів відбити напад на Бухару Різакулі-хана (сина перського володаря Надир Шаха), який перед тим захопив Балх і усю Балхську область. 1738 року надав військо хівинському ханові для походу на Хорасан.
1740 року зазнав нападу Надир Шаха, який завдавши в битві біля Чарджоурішучої поразки бухарцям, після чого перетнув Амудар'ю. Абу'л-Фаїз-хан вимушен був визнати зверхність перського шаха і водночас поновити на посаді аталика Мухаммад-Хакім-бія, який отримав підтримку Надир Шаха. 1742 року джунгари здійснили спробу захпоити Самарканд, але його вдалося відстояти. 1743 року після смерті аталика в Міанкалі (області на півдні від Бухари) спалахнуло потужне повстання, до докотилося до столиці. Мухаммад-Рахим-бій (сина Мухаммада-Хакіма) 1745 року за підтримки персів придушив повстання, отримавши посаду аталика і фактично правителя Бухарського ханства.
1747 року після отрмиання звістки про смерть Надир Шаха Абу'л-Фаїз-хана було повалено. Новим правителем став його син Абдул-Мумін.